# Creatio ex nihilo
Creatio ex nihilo is Latijn voor schepping uit het niets. Deze Latijnse uitdrukking wordt gebruikt in de theologie om aan te duiden dat God de hemel en de aarde uit "niets" geschapen heeft. De hemel en de aarde komen in de Bijbel voort door het spreken van God. Voordat God ging scheppen was er niets. De tekst om dit dogma te funderen is 2 Makkabeeën 7:28: "Ik smeek je, mijn kind, beschouw de hemel en de aarde met al wat ze bevatten en bedenk dat God dit alles uit het niet gemaakt heeft en dat ook het menselijk geslacht op dezelfde wijze is ontstaan" (W.V.). Waarschijnlijk zijn de vroegchristelijke theologen met deze tekst in het achterhoofd de scheppingsverhalen in Genesis (1 en 2) en andere Bijbelteksten waarin over de schepping wordt gesproken gaan uitleggen. Een van de oudste vroegchristelijke teksten waarin de creatio ex nihilo wordt geleerd, is de Herder van Hermas.
De Griekse filosofie kende dit begrip niet. Sinds Parmenides was het een algemeen aanvaard uitgangspunt dat het onmogelijk is dat iets uit 'niets' kan ontstaan, dus ook de wereld niet. Het wereldbeeld van het christendom met zijn Scheppingsverhaal riep echter de vraag op wat er dan voorafgaand aan de Schepping kon zijn geweest.
Sommigen onder de kerkvaders die beïnvloed waren door de Romeinse filosoof Plotinus - zoals Gregorius van Nyssa - begrepen creatio ex nihilo echter als een emanatie van God, volgens de logica dat achter alles wat gecreëerd wordt noodzakelijkerwijs ook een schepper moet zitten. Dit betekent niet dat alles wat God maakt uit het niets wordt geschapen. Zo staat in de Bijbel in Genesis 2:7 dat de mens gevormd werd uit aanwezig materiaal, "het stof der aarde". De ziel wordt volgens de orthodoxe theologie echter wel ex nihilo gecreëerd. Het tegenovergestelde standpunt, dat de ziel samen met het lichaam wordt geschapen (via de weg der voortplanting), staat bekend als traducianisme.